# Alnö församling
Alnö församling är en församling i Medelpads norra pastorat i Medelpads kontrakt i Härnösands stift i Svenska kyrkan. Församlingen ligger i Sundsvalls kommun i Västernorrlands län (Medelpad) och innefattar Alnön med flera öar.

## Administrativ historik
Församlingen har medeltida ursprung. Församlingen var till den 1 maj 1892 annexförsamling i pastoratet Skön, Timrå och Alnö, som mellan den 22 juni 1883 och 1892 även omfattade Skönsmons församling. Från den 1 maj 1892 till 2025 utgjorde församlingen ett eget pastorat. Från 1 januari 2025 ingår församlingen i Medelpads norra pastorat.

## Kyrkor

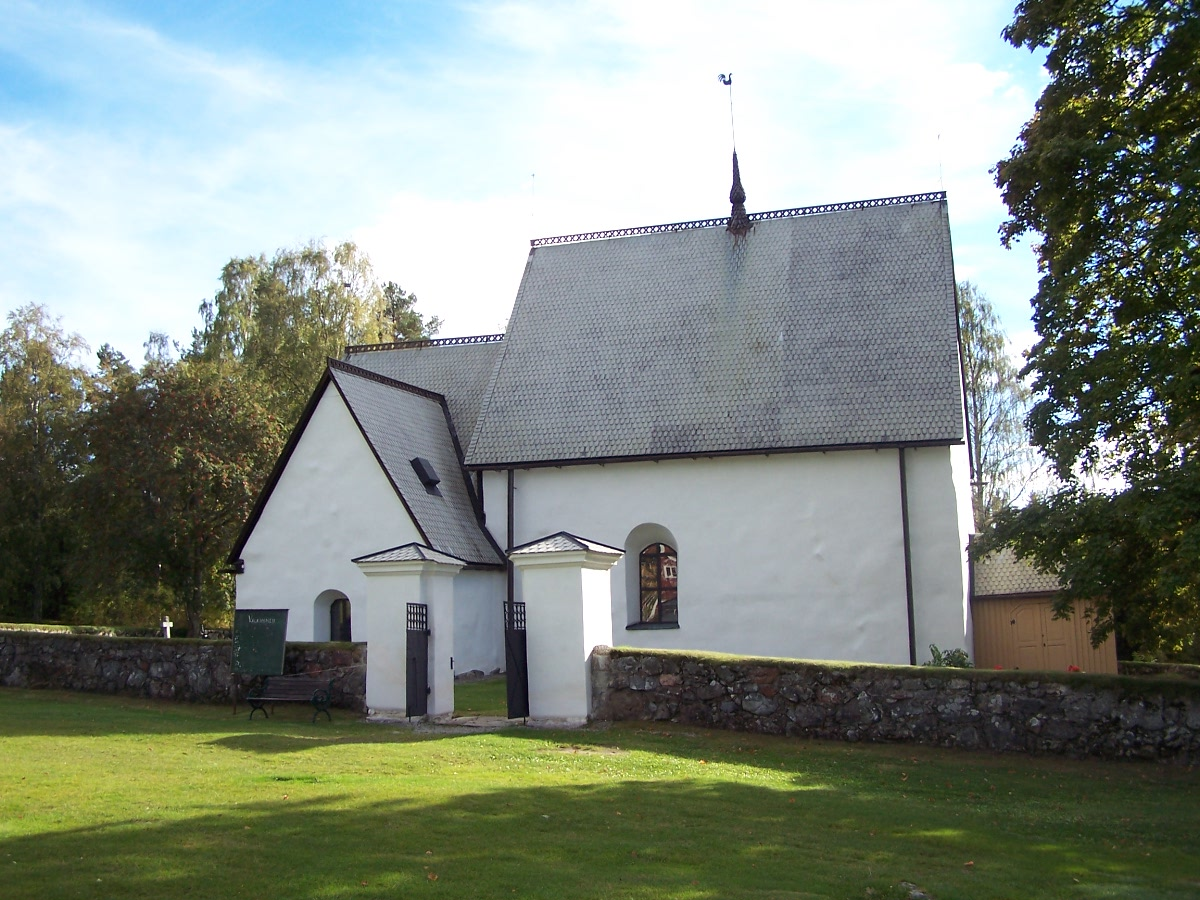
Alnö gamla kyrka från 1100-talet.

- Alnö gamla kyrka
- Alnö nya kyrka
- Alnö gravkapell